# Кцынская волость
Кцынская волость — волость Жиздринского уезда Калужской (с 1920 — Брянской) губернии. Административный центр — село Кцынь.

## История
Кцынская волость образована в ходе реформы 1861 года. Первоначально в состав волости входило 4 селения: сёла Кцынь и Берестна, деревни Котуновка и Мойлово.
На 1880 год в составе волости числилось 5 938 десятин земли. Население волости составляло в 1880 году — 3 816, в 1896 — 5 501, в 1913 — 8 049 человек.
В волости было 2 церковных прихода. Один находился в селе Кцынь — Церковь Николая Чудотворца. «Кирпичная пятиглавая трёхпрестольная церковь построена вместо прежней деревянной в 1898—1916. Закрыта в 1929. В 1950-х постепенно разобрана на строительный материал». Второй церковный приход — Церковь Михаила Архангела, располагался в селе Берестна. «Кирпичный трёхпрестольный храм возведён в стиле эклектики вместо прежнего деревянного в 1895—1903 тщанием прихожан на средства благотворителей. Закрыт в сер. XX в., здание использовалось под ремонтную мастерскую сельхозтехники. В настоящее время руинирован, бесхозен».
1 апреля 1920 года Жиздринский уезд и Кцынская волость в его составе были перечислены в Брянскую губернию.
В 1924—1926 годах, при укрупнении волостей, Кцынская и Теребенская волости вошли в состав Милеевской.
В 1929 году Брянская губерния и все ее уезды были упразднены, а их территория вошла в состав новой Западной области.
С 1944 года территория Кцынской волости относится к Ульяновскому району и часть к Хвастовичскому району Калужской области.